# Promitobates
Promitobates is een geslacht van hooiwagens uit de familie Gonyleptidae.
De wetenschappelijke naam Promitobates is voor het eerst geldig gepubliceerd door Roewer in 1913. 

## Soorten
Promitobates omvat de volgende 10 soorten:
- Promitobates bellus
- Promitobates difficilis
- Promitobates granulosissimus
- Promitobates hatschbachi
- Promitobates hauseri
- Promitobates hexacanthus
- Promitobates margaritatus
- Promitobates mendax
- Promitobates ornatus
- Promitobates viridigranulatus